# Bienservida
Bienservida é um município da Espanha na província de Albacete, comunidade autónoma de Castilla-La Mancha, de área 145,03 km² com população de  habitantes (2007) e densidade populacional de 1,62 hab./km².
Bienservida

## Demografia
| Variação demográfica do município entre 1991 e 2004 | Variação demográfica do município entre 1991 e 2004 | Variação demográfica do município entre 1991 e 2004 | Variação demográfica do município entre 1991 e 2004 |
| --------------------------------------------------- | --------------------------------------------------- | --------------------------------------------------- | --------------------------------------------------- |
| 1991                                                | 1996                                                | 2001                                                | 2004                                                |
| 942                                                 | 952                                                 | 841                                                 | 814                                                 |